# Municipio de Walls (Misuri)
El municipio de Walls (en inglés: Walls Township) es un municipio ubicado en el condado de Douglas en el estado estadounidense de Misuri. En el año 2010 tenía una población de 562 habitantes y una densidad poblacional de 5,97 personas por km².

## Geografía
El municipio de Walls se encuentra ubicado en las coordenadas 36°50′40″N 92°34′30″O / 36.84444, -92.57500. Según la Oficina del Censo de los Estados Unidos, el municipio tiene una superficie total de 94.09 km², de la cual 94,08 km² corresponden a tierra firme y (0,01 %) 0,01 km² es agua.

## Demografía
Según el censo de 2010, había 562 personas residiendo en el municipio de Walls. La densidad de población era de 5,97 hab./km². De los 562 habitantes, el municipio de Walls estaba compuesto por el 97,51 % blancos, el 0,71 % eran afroamericanos, el 0,53 % eran amerindios, el 0,18 % eran asiáticos, el 0,18 % eran de otras razas y el 0,89 % eran de una mezcla de razas. Del total de la población el 1,42 % eran hispanos o latinos de cualquier raza.